# Hyundai Genesis Coupe
Hyundai Genesis Coupe — задньопривідне спортивне купе виробництва Hyundai Motor Company. Вперше з'явилося на внутрішньому ринку Кореї 13 жовтня 2008 року. Цей автомобіль є першим задньопривідним спортивним купе концерну Hyundai. Побудований на одній платформі з седаном бізнес-класу Hyundai Genesis. Продажі Genesis Coupe в США стартував 26 лютого 2009 року.
Виконавчий директор «Хюндай» США Джон Крафчик позиціонував даний автомобіль як «машину, яка дозволить вам змагатися з такими авто як Infiniti G37» hyundainews.com
Genesis Coupe позиціонується не як оновлення моделі Coupe/Tiburon, а як принципово новий автомобіль в лінійці компанії.

## Перед виходом на ринок

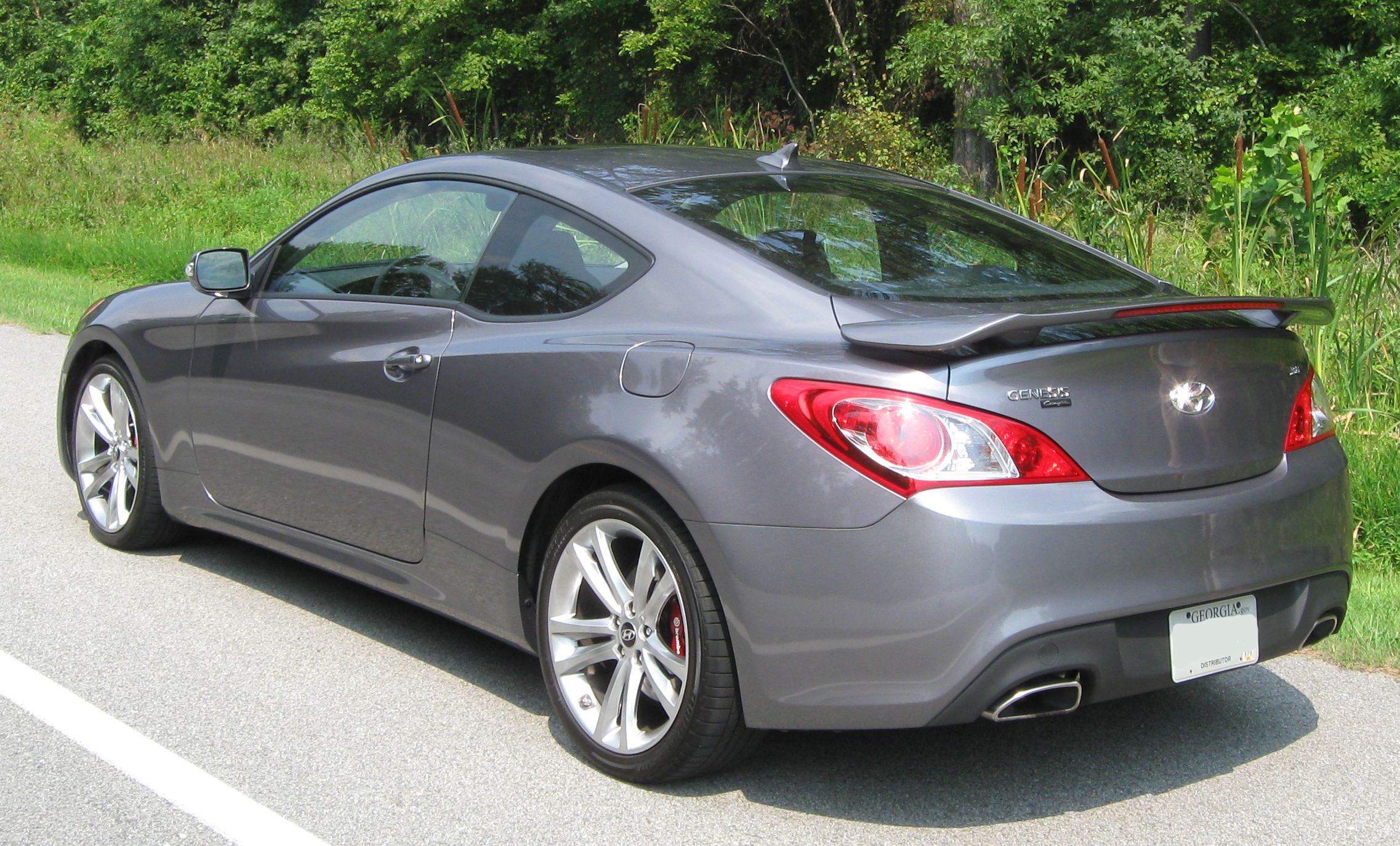
Hyundai Genesis Coupe (2008-2012)

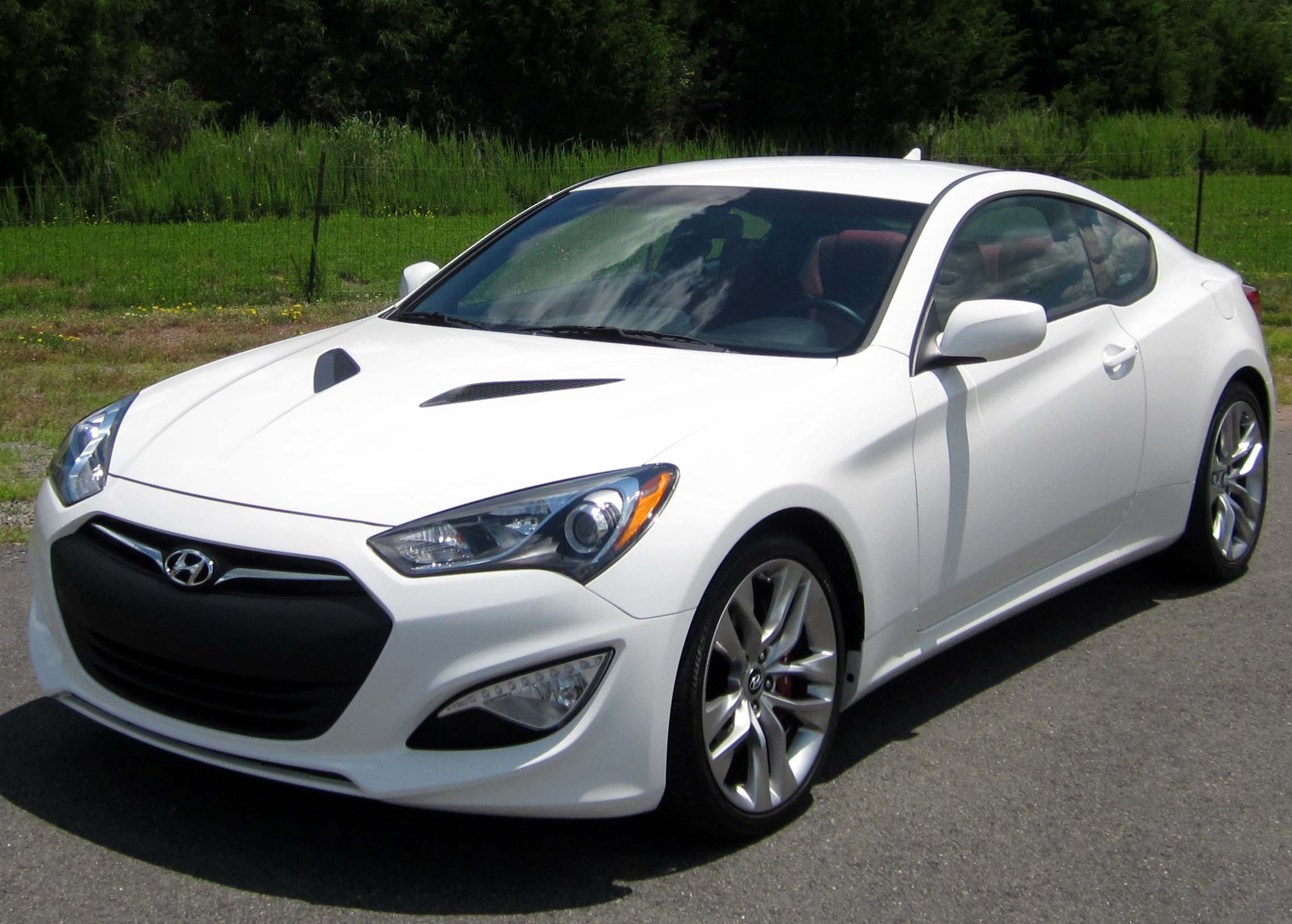
Hyundai Genesis Coupe (2012-2016)

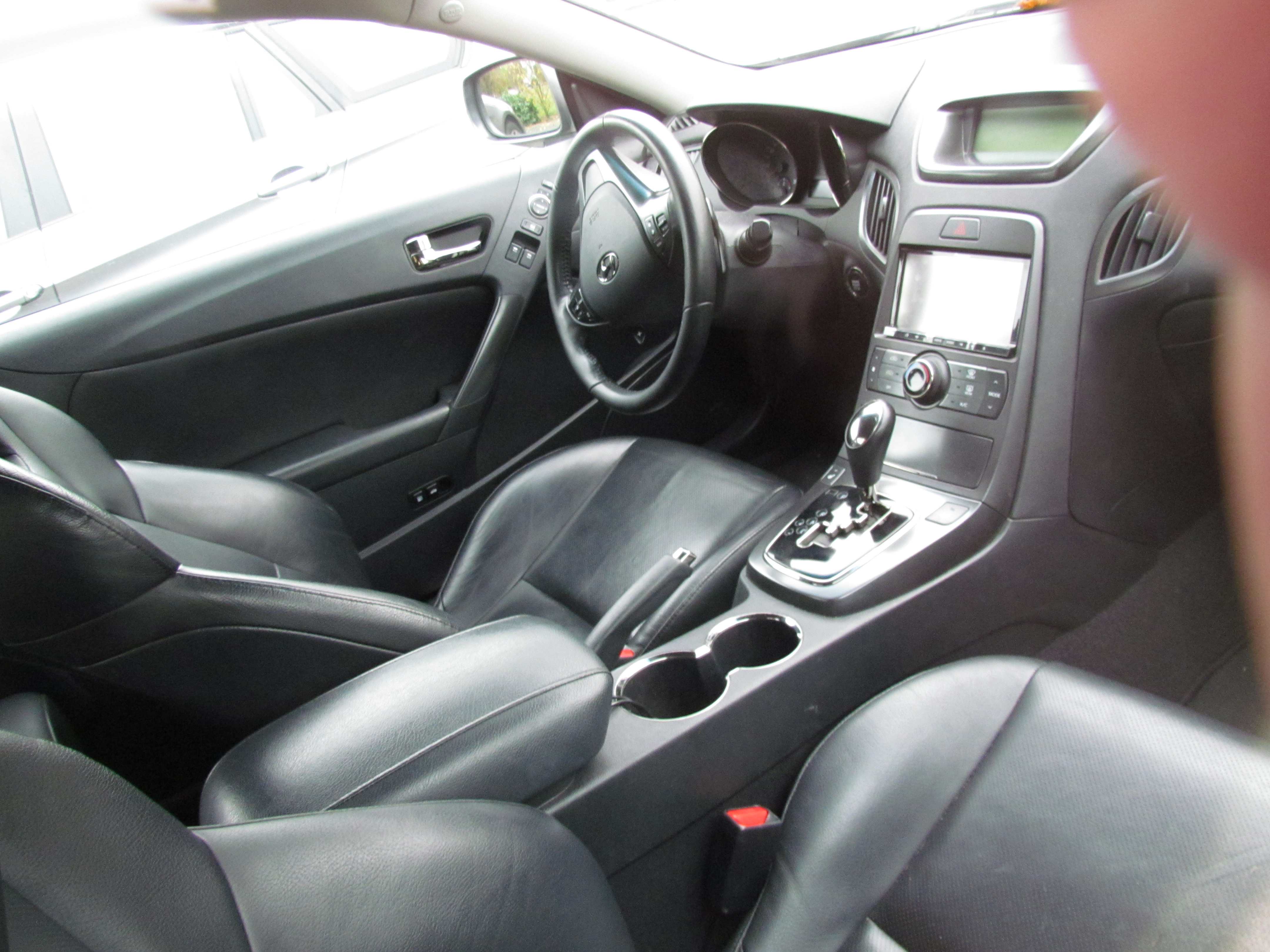

Перші шпигунські фото закамуфльованного Genesis Coupe з'явилися в інтернеті ще в травні 2007 року. На розміщеній фотографії можна було побачити, що моторний відсік та інша компоновка машини типові для передньомоторного задньопривідного автомобіля. Так само на зображенні демонструвався чотирициліндровий двигун з турбонагнітачем.

## Опис
Нове задньопривідне купе від Hyundai було вперше представлено глядачам в 2008 році на Міжнародному Автошоу в Нью-Йорку. На подіумах демонструвалися два екзмепляра червоного і сріблястого кольорів. Крім зовнішнього вигляду були показані і ходові якості. 3,8-літрову версію в лаймовому кольорі виставили в тому ж році на міжнародному автосалоні в Пусані. На автомобілі були встановлені шильди Genesis Coupe 380GT.

### Двигун і трансмісія
Для автомобіля доступні два двигуни. Стандартно поставляється 2-х літровий, 4х циліндровий турбований Theta, який має потужність 210 л.с. і характеристикою крутного моменту в Нм 302. thegenesiscoupe.com
Цей двигун має подібну конфігурацію з двигуном Mitsubishi Evo X, що є результатом співпраці в рамках Global Engine Manufacturing Alliance, який об'єднує Hyundai, Mitsubishi і Chrysler. Проте в двигуні від Hyundai стоять інші комп'ютери, ніж в Ево - від Siemens. caranddriver.com [Архівовано 12 жовтня 2011 у Wayback Machine.]
Опціонально Genesis Coupe оснащується 3,8 літровим Lambda V6, 306 потужністю 306 к.с. при крутному моменті 361 Нм.thegenesiscoupe.com
Стандартною є 6-ти ступінчаста "механіка". Опційними є 5 чи 6-ти ступінчастий "автомат".

### Двигуни
- 2.0 L Theta II Turbo MPi I4 210/ 256–271 к.с.
- 3.8 L Lambda II RS MPi V6 299–312 к.с.
- 3.8 L Lambda II RS GDi V6 343–348 к.с.

## Фейсліфтинг 2012
У 2012 році модель оновили, змінивши зовнішній вигляд в стилі Hyundai Veloster, характеристики двигунів і оснащення.
Також зробили значний апгрейд в технічній частині
2.0t тепер видає 270 к.с. (на паливі е85)
3.8 n/a видає 367 к.с (на паливі е85).